# Base fuerte
En química, una base fuerte es un tipo de electrolito de carácter fuerte (esto es, que se ioniza completamente en solución acuosa en condiciones de presión y temperatura constantes). fundamentalmente, es capaz de aceptar protones H+.  Una reacción de este tipo viene dada por:
{\displaystyle BOH\rightarrow B^{+}+OH^{-}}
para bases hidroxílicas, y
{\displaystyle BX\rightarrow B^{-}+X^{+}}
{\displaystyle B^{-}+H_{2}O\rightarrow BH+OH^{-}}
para bases no hidroxílicas.
Ejemplos de Bases Fuertes:
- NaOH, Hidróxido de sodio
- LiOH, Hidróxido de litio
- KOH, Hidróxido de potasio

Hay otras bases fuertes no hidroxílicas, cuya fuerza se entiende según la segunda reacción mostrada antes.  Algunos ejemplos importantes son:
- n-BuLi, n-butil-litio
- C6H14LiN, diisopropilamida de litio o LDA
- NaNH2, amiduro de sodio
- NaH, hidruro de sodio

- Datos: Q2886630